# Hrušta (Republika Serbska)
Hrušta (cyr. Хрушта) – wieś w Bośni i Hercegowinie, w Republice Serbskiej, w gminie Nevesinje. W 2013 roku liczyła 153 mieszkańców.